# Jun Fubuki
Jun Fubuki (風吹ジュン, Fubuki Jun), née le 12 mai 1952 à Toyama, est une actrice et seiyū japonaise.

## Biographie
Jun Fubuki fait ses débuts au cinéma en 1977 dans Hakunetsu (白熱) de Katsumune Ishida (ja).

## Filmographie partielle

### Cinéma
- 1977 : Hakunetsu (白熱?) de Katsumune Ishida (ja)
- 1978 : Le Phénix (火の鳥, Hi no tori?) de Kon Ichikawa
- 1979 : Resurrection of Golden Wolf (蘇る金狼, Yomigaeru kinrō?) de Tōru Murakawa
- 1991 : L'Incapable (無能の人, Munō no hito?) de Naoto Takenaka : Momoko Sukegawa
- 1992 : C'est dur d'être un homme : C'est dur d'être Tora-san (男はつらいよ 寅次郎の青春, Otoko wa tsurai yo: Torajirō no seishun?) de Yōji Yamada : Choko
- 1999 : Coquille (コキーユ, Kokiiyū?) de Shun Nakahara (ja) : Naoko Hayase
- 1999 : Charisma (カリスマ, Karisuma?) de Kiyoshi Kurosawa : Mitsuko Jinbo
- 2001 : Kaïro (回路, Kairo?) de Kiyoshi Kurosawa : la mère de Michi
- 2008 : Ikigami, préavis de mort (イキガミ, Ikigami?) de Tomoyuki Takimoto (ja) : Kazuko Takazawa
- 2013 : Kamikaze, le dernier assaut (永遠の0, Eien no zero?) de Takashi Yamazaki : Kiyoko Saeki
- 2015 : Notre petite sœur (海街diary, Umimachi daiarī?) de Hirokazu Kore-eda : Sachiko Ninomiya
- 2020 : La Famille Asada (浅田家!, Asada-ke!?) de Ryōta Nakano (ja) : Junko Asada
- 2023 : Call Me Chihiro (ちひろさん, Chihiro-san?) de Rikiya Imaizumi (ja) : Tae
- 2024 : Yūrei d'Eric Khoo
- 2025 : Shiranai kanojo (知らないカノジョ?) de Takahiro Miki

### Télévision
- 2000 : Séance (降霊, Kōrei?) de Kiyoshi Kurosawa : Junko Sato
- 2007 : Watashitachi no kyōkasho (わたしたちの教科書?) (série télévisée)
- 2004 : Orange Days (オレンジデイズ?) (série télévisée) : Yuriko Hagio
- 2013 : Yae no sakura (八重の桜?) (série télévisée)

## Doublage
- 1982 : Cobra, le film (スペースアドベンチャーコブラ, Supēsu adobenchā Kobura?) de Osamu Dezaki : Dominique
- 1987 : Le Roman de Genji (紫式部 源氏物語, Murasaki Shikibu: Genji monogatari?) de Gisaburō Sugii : Dame Oborozukiyo
- 2006 : Les Contes de Terremer (ゲド戦記, Gedo senki?) de Gorō Miyazaki : Tenar
- 2011 : La Colline aux coquelicots (コクリコ坂から, Kokuriko zaka kara?) de Gorō Miyazaki : Ryoko Matsuzaki
- 2023 : Le Garçon et le Héron (君たちはどう生きるか, Kimi-tachi wa dō ikiru ka?) de Hayao Miyazaki

## Distinctions
Sauf indication contraire, les informations mentionnées dans cette section peuvent être confirmées par la base de données cinématographiques IMDb,  présente dans la section « Liens externes ».

### Récompenses
- 1991 : prix Hōchi du cinéma de la meilleure actrice dans un second rôle pour L'Incapable[2]
- 1992 : prix Blue Ribbon de la meilleure actrice dans un second rôle pour L'Incapable[3]
- 1992 : prix Mainichi de la meilleure actrice dans un second rôle pour L'Incapable[4]
- 1992 : prix de la meilleure actrice au festival du film de Yokohama
- 1999 : prix Hōchi du cinéma de la meilleure actrice pour Coquille[2]
- 2020 : prix Kinuyo Tanaka lors de la 74e édition des prix du film Mainichi pour l'ensemble de sa carrière[5],[6]

### Nomination
- 1992 : prix de la meilleure actrice dans un second rôle pour L'Incapable à la Japan Academy Prize[7]